# Lis Shoshi
Lis Shoshi (Peć, 29 de junio de 1994) es un baloncestista kosovar que actualmente pertenece a la plantilla del Maccabi Rishon LeZion de la Ligat Winner. Con 2,11 metros de estatura, juega en la posición de pívot. 

## Trayectoria deportiva

### Universidad
Jugó dos años en Texas, en el Howard College de la NJCAA, donde en la segunda temporada fue elegido jugador defensivo del año de su conferencia, promediando 9,4 puntos y 9,5 rebotes por partido.
En 2015 fue transferido a la NCAA, a los Trojans de la Universidad de Arkansas en Little Rock, donde jugó sus dos últimas temporadas de universitario, en las que promedió 7,9 puntos, 5,8 rebotes, 1,1 asistencias y 1,3 tapones por partido.

### Profesional
Tras no ser elegido en el Draft de la NBA de 2017, el 28 de agosto firmó su primer contrato profesional con el KB Prishtina de la Superliga de Kosovo. Allí promedió 6,7 puntos y 6,8 rebotes por partido, hasta que en enero de 2018 rompió su contrato para fichar por el BC Pieno žvaigždės lituano, equipo con el euq acabó la temporada, ganando la Liga Báltica y promediando 9,1 puntos y 4,1 rebotes por partido.
El 17 de julio de 2018 fichó por el Maccabi Ashdod de la Ligat ha'Al israelí, uniéndose así a su seleccionador en el combinado de Kosovo, Brad Greenberg.
El 16 de marzo de 2021, firma por el KB Peja de la Superliga de baloncesto de Kosovo.
En la temporada 2021-22, firma por el Maccabi Rishon LeZion de la Ligat Winner.